# Awipari
Awipari is een bestuurslaag in het regentschap Kota Tasikmalaya van de provincie West-Java, Indonesië. Awipari telt 5594 inwoners (volkstelling 2010).